# 綠豆沙餅

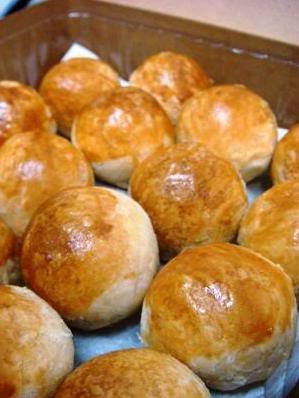
淡汶餅

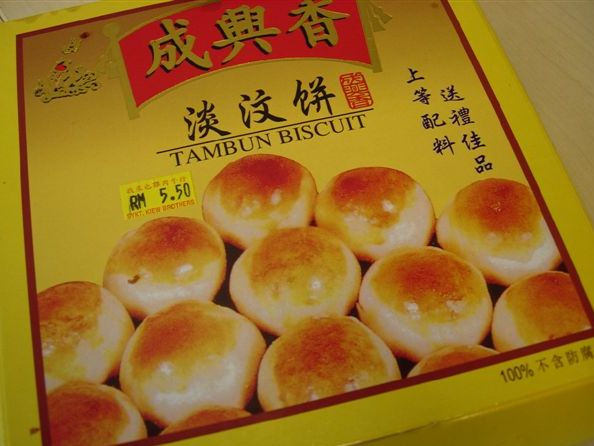
淡汶餅的禮盒包裝

綠豆沙餅，或稱豆沙餅、綠豆餅，是中國福建、潮汕等閩民系地區及臺灣常見的傳統糕點，是喜餅的一種，因此在一般結婚過大禮時都可看見，後來隨著閩民系移民傳至馬來西亞、新加坡，主要原料為麵粉、綠豆、奶油、紅蔥頭、砂糖等。馬來西亞的又稱淡汶餅也有沿用豆沙餅（Tau Sha Piah）原名者。在馬來西亞許多福建人及潮州人聚集的城鎮，當地的餅店都會販售這道糕點，但以檳城所出產的淡汶餅最為著名，當地許多售賣淡汶餅的著名店家，其名稱都帶個「香」字，因此當地民眾也笑稱，只要點名後面帶有「香」字的餅店，都會販售淡汶餅。隨著市場競爭及為開拓更大的市場，目前淡汶餅的餡料除了綠豆沙外，也出現班蘭葉、咖椰、參巴、蓮蓉、咖啡等各種口味的淡汶餅。

## 馬來西亞
淡汶餅原稱“豆沙餅”，是其形狀較大。“淡汶餅”這名稱來源是在第二次世界大戰前，在威省的高淵（Nibong Tebal）有一家名叫泉源餅家的餅店，以製造豆沙餅而聞名，當時有一位來自武吉淡汶（Bukit Tambun）的人到這家店工作並學習製作豆沙餅。此人學成後回到自己家鄉經營著自己的豆沙餅生意，但為了有別於以往的老東家，於是他將豆沙餅製成小粒狀，並將該餅以家鄉的地名來命名為“淡汶餅”。因淡汶餅的形狀小，雖然味道與豆沙餅幾乎一樣，但方便入口及送禮，很快地受到當地民眾及過客歡迎，因此這種縮小版的淡汶餅就成為檳城一代豆沙餅的主流，其名稱也一直沿用至今。
雖然馬來西亞各地如柔佛、霹靂等地都有製作相同的糕點，但是只有檳城出產的才會使用淡汶餅這名稱，其他地方所生產的，依舊稱作豆沙餅，不會使用淡汶餅這名稱。

## 祭祀
馬來西亞與新加坡華人在祭祀大伯公，會以淡汶餅來供奉，因為相傳大伯公非常愛吃淡汶餅，民族在膜拜時都是為了他手上的元寶而來，希望大伯公在享用淡汶餅時，會順便將手上的元寶放下給祭祀的人。